# The Deep End
The Deep End is een Amerikaanse langspeelfilm uit 2001. In deze thriller, geregisseerd door David Siegel en Scott McGehee, spelen onder meer Tilda Swinton, Goran Višnjić, Jonathan Tucker en Josh Lucas een hoofdrol. De film is een productie van Fox Searchlight Pictures. De film is een vrije adaptatie van de roman The Blank Wall uit 1947 van Elizabeth Sanxay Holding (die ook in 1949 al werd verfilmd door Max Ophüls als The Reckless Moment). De film ging in première in competitie op het Sundance Film Festival waar de Engelse director of photography Giles Nuttgens de Best Cinematography award won.

## Verhaalontwikkeling
Margaret Hall (vertolkt door Tilda Swinton) en haar familie behoren tot de hogere middenklasse in Tahoe City, een badplaats aan Lake Tahoe aan de Californische kant. Haar man is piloot op het vliegdekschip USS Constellation. Ze is geschrokken na te ontdekken dat haar zoon Beau (vertolkt door Jonathan Tucker), een scholier aan de middelbare school, een seksuele affaire heeft met de dertigjarige Darby Reese (vertolkt door Josh Lucas), eigenaar van een nachtclub in Reno, Nevada. Margaret bezoekt de nachtclub van Reese, The Deep End, om te eisen dat hij bij haar zoon wegblijft. Die nacht bezoekt Reese stiekem Beau en ontmoeten de twee elkaar in het botenhuis van de Halls. Beau confronteert Darby met diens vragen aan zijn moeder om geld in ruil voor het verbreken van de relatie. De twee ruziën en het komt zelfs tot een vechtpartij. Terwijl Beau terugkeert naar het huis, leunt Reese op een leuning, waardoor deze instort en Reese in het water valt, waarbij hij zichzelf op een anker spietst.
De volgende ochtend ontdekt Margaret Reese's lichaam op het strand. Margaret verwijdert het lichaam en dumpt het in een inham, maar het wordt snel ontdekt en de politie onderzoekt het als een moord. Kort daarna confronteert een man genaamd Alek Spera (vertolkt door Goran Višnjić) Margaret met een videoband waarop Darby en Beau seks hebben. Alek eist $ 50.000 binnen de 24 uur of hij zal de tape doorgeven aan de politie, wat Beau betrokkenheid bij Reese's "moord" zou impliceren.
Margaret worstelt tevergeefs om het geld bijeen te krijgen. Alek belt Margaret de volgende dag en vertelt haar dat ze slechts $ 25.000 bijeen moet krijgen, maar Aleks partner, Carlie Nagel (vertolkt door Raymond J. Barry) is ervan overtuigd dat ze liegt over het niet kunnen ophalen van het geld. Nagel bedreigt en slaat Margaret maar Alek arriveert en de twee mannen knokken, waarbij Alek Nagel wurgt. Margaret probeert de verantwoordelijkheid voor de dood van Nagel op zich te nemen, maar Alek neemt het lichaam mee in de auto van Nagel. Terwijl Margaret en haar zoon op zoek zijn naar de auto met Alek en het lichaam van Nagel, zien ze dat de auto in een ravijn is gestort. Margaret probeert Alek te bevrijden, die ernstig gewond is. Alek smeekt haar om te vertrekken voordat de politie arriveert. Margaret blijft tot Alek sterft. Terug thuis wordt Margaret, in alle staten, getroost door Beau. De camera trekt vervolgens terug, terwijl het beeld naar de buitenkant van het huis verschuift, het publiek hoort hoe Beau's zus een telefoontje opneemt van de nog steeds afwezige vader. Het normale leven van de Hall's hervat.

## Rolverdeling
| Acteur           | Personage     |
| ---------------- | ------------- |
| Tilda Swinton    | Margaret Hall |
| Goran Višnjic    | Alek Spera    |
| Jonathan Tucker  | Beau Hall     |
| Peter Donat      | Jack Hall     |
| Josh Lucas       | Darby Reese   |
| Raymond J. Barry | Carlie Nagel  |
| Tamara Hope      | Paige Hall    |
| Jordon Dorrance  | Dylan Hall    |